# Beethoven - Tage aus einem Leben
Pour plus de détails, voir Fiche technique et Distribution.
Beethoven – Tage aus einem Leben (Beethoven – Les Jours d'une vie) est un film biographique est-allemand réalisé par Horst Seemann d'après le scénario de Günter Kunert sorti en 1976. C'est une biographie de Ludwig van Beethoven dont le rôle est joué par Donatas Banionis,,.

## Synopsis
Le film relate la période de la vie de Beethoven entre 1813 et 1819.

## Fiche technique
- Titre : Beethoven – Tage aus einem Leben
- Réalisation : Horst Seemann
- Scénario : Horst Seemann, Franz Jahrow, Günter Kunert
- Photographie : Otto Hanisch
- Montage : Bärbel Weigel
- Direction artistique : Hans Poppe
- Costumes : Inge Kistner
- Maquillage : Horst Schulze
- Son : Gerhard Ribbeck, Klaus Wolter
- Musique originale : Horst Seemann
- Format : 35 mm - Mono - Couleur
- Pays : Allemagne de l'Est
- Langue : allemand
- Durée : 108 minutes
- Année : 1976

## Distribution
- Donatas Banionis : Ludwig van Beethoven
- Stefan Lisewski : Johann van Beethoven
- Eva Jirousková : Therese Obermayer, femme de Johann
- Dirk Nawrocki / Hans Teuscher : Karl van Beethoven
- Christa Gottschalk : Johanna van Beethoven
- Renate Richter : Josephine Brunsvik
- Gerry Wolff : Stephan von Breuning
- Rolf Hoppe : Ignaz Schuppanzigh
- Hans-Jörn Weber: Ignaz Moscheles
- Leon Niemczyk : Andreï Razoumovski
- Wolfgang Greese : Johann Malfatti
- Eberhard Esche : secrétaire de Beethoven
- Fred Delmare : Johann Nepomuk Mälzel
- Katja Paryla : Johanna
- Erika Pelikowsky : gouvernante
- Wolf Sabo : Klemens Wenzel von Metternich
- Günter Wolf : conseiller
- Günter Rüger : imprimeur
- Herwart Grosse : Kralovetz
- Gerd Ehlers : Schirmdinger
- Marita Böhme : cantatrice S.
- Werner Dissel : Grisslinger
- Angela Brunner : Henriette von Asperg